# Arsenura
Arsenura is een geslacht van vlinders uit de onderfamilie Arsenurinae van de familie nachtpauwogen (Saturniidae).

## Soorten
- A. albopicta Jordan, 1922
- A. alcmene Draudt, 1930
- A. altocymonia Brechlin & Meister, 2010
- A. amacymonia Brechlin & Meister, 2011
- A. angulatus Bouvier, 1924
- A. arcaei Druce, 1886
- A. archianassa Draudt, 1930
- A. arianae Brechlin & Meister, 2010
- A. armida (Cramer, 1779)
- A. aspasia (Herrich-Schäffer, 1853)
- A. aurantiaca Lemaire, 1976
- A. batesii (R. Felder & Rogenhofer, 1874)
- A. beebei (Fleming, 1945)
- A. biundulata Schaus, 1906
- A. biundulatai Schaus, 1906
- A. cassandra Cramer, 1780
- A. centrocymonia Brechlin & Meister, 2011
- A. ciocolatina Draudt, 1930
- A. columbiana Rothschild, 1907
- A. crenulata Schaus, 1921
- A. cymonia (Rothschild, 1907)
- A. championi Druce, 1886
- A. d'orbignyana Bouvier, 1924
- A. delormei Bouvier, 1929
- A. drucei Schaus, 1906
- A. fuscata Brechlin & Meister, 2010
- A. guianensis Rothschild, 1907
- A. hercules Walker, 1855
- A. jennettae K.L. Wolfe, Conlan & W.J. Kelly, 2000
- A. kaechi Brechlin & Meister, 2010
- A. meander (Walker, 1855)
- A. mossi Jordan, 1922
- A. niepelti Schüssler, 1930
- A. orbignyana (Guérin-Méneville, 1844)
- A. pandora (Klug, 1836)
- A. paraorbygnyana Brechlin & Meister, 2010
- A. peggyae Brechlin & Meister, 2013
- A. pelias Jordan, 1911
- A. polyodonta (Jordan, 1911)
- A. ponderosa Rothschild, 1895
- A. rebeli Gschwander, 1920
- A. richardsoni Druce, 1890
- A. romulus Maassen, 1869
- A. sylla (Cramer, 1779)
- A. thomsoni Schaus, 1906
- A. undilinea Schaus, 1921
- A. xanthopus (Walker, 1855)
- A. yungascymonia Brechlin & Meister, 2010